# Martina Friederichs
Martina Friederichs (* 1977 in Hamburg) ist eine deutsche Politikerin (SPD). Sie gehörte der Hamburgischen Bürgerschaft von 2015 bis 2020 und erneut von 2024 bis 2025 an.

## Leben
Friederichs absolvierte ein Studium der Rechtswissenschaften und ein Referendariat in Hamburg und Schleswig-Holstein. Sie ist Volljuristin und als Justiziarin im öffentlichen Dienst von Schleswig-Holstein tätig. Sie engagiert sich unter anderem im Arbeitskreis Kirchliche Gedenkstättenarbeit an der KZ-Gedenkstätte Neuengamme. Friederichs ist verheiratet mit dem Journalisten Hauke Friederichs und hat ein Kind.

## Politik
Friederichs trat im Jahr 2000 der SPD bei. Ihre politische Karriere begann sie 2003 als Mitglied der Ratsversammlung von Schenefeld, Kreis Pinneberg, der sie bis 2007 angehörte. Ab 2008 saß sie im Vorstand des SPD-Distrikts Bahrenfeld und ist seit 2014 stellvertretende Kreisvorsitzende der SPD Altona. Dazu ist sie Vorsitzende der Arbeitsgemeinschaft Sozialdemokratischer Frauen (ASF)-Altona.
Von 2011 bis 2015 vertrat Friederichs die SPD als Abgeordnete in der Bezirksversammlung Altona, wo sie die Position der stellvertretenden Fraktionsvorsitzenden innehatte.
Parallel zur Wahl der Bezirksversammlung trat Friederichs 2011 bei der Bürgerschaftswahl auf dem dritten SPD-Listenplatz im Wahlkreis Altona an, erhielt aber nicht genügend Stimmen für ein Direktmandat (3,7 %).
Auch bei der Bürgerschaftswahl 2015, bei der Friederichs auf Platz 21 der SPD-Gesamtliste kandidierte, verpasste sie den Sprung in die Bürgerschaft. Am 1. Oktober 2015 rückte sie für Melanie Leonhard, die zur Senatorin für Arbeit, Soziales, Familie und Integration ernannt worden war, in die 21. Bürgerschaft nach. Kurz darauf wurde sie als Nachfolgerin Leonhards zur stellvertretenden SPD-Fraktionsvorsitzenden gewählt. Sie war Mitglied im Innen- und Eingabenausschuss der Bürgerschaft, im Ausschuss für die Zusammenarbeit der Länder Hamburg und Schleswig-Holstein und im Ausschuss für Justiz und Datenschutz.
Zur Bürgerschaftswahl 2020 kandidierte sie auf Platz 22 der SPD-Landesliste und erhielt 1.098 persönliche Stimmen und verpasste so den Wiedereinzug in die Bürgerschaft. Am 17. Januar 2024 rückte sie für Ksenija Bekeris in die 22. Bürgerschaft nach. Sie wurde Mitglied in den Ausschüssen Haushalt, Verfassung- und Bezirke sowie Inneres. Darüber hinaus arbeitete sie im Parlamentarischen Untersuchungsausschuss „Cum-Ex Steuergeldaffäre“.
Zur Bürgerschaftswahl 2025 kandidierte sie auf Platz 22 der SPD-Landesliste und erhielt 1.356 persönliche Stimmen, was nicht für den Wiedereinzug in die 23. Bürgerschaft ausreichte.